# Циклододекан
Циклододекан — химическое соединение, принадлежащее к классу циклоалканов. Циклический насыщенный углеводород, по химическим свойствам близкий к предельным углеводородам.

## Характеристика
- Химическая формула — C12H24
- Молярная масса = 168 г/моль
- tкип = 243 °C
- tплав = 61 °C
- Плотность = 0,82 г/мл
- прозрачные бесцветные кристаллы
- Не растворим в воде, растворим в диэтиловом эфире, бензоле
- энергетически выгодная конформация — деформированная «корона»

## Способ получения
Известен способ получения циклододекана гидрированием на гетерогенных катализаторах углеводородной фракции С4 пиролиза нефтепродуктов, содержащей 35-40 % (по массе) бутадиена.
В составе циклододекана часто встречаются примеси эпоксидов.

## Применение
Циклододекан используют для получения полидодеканамида, 1,10-декандикарбоновой кислоты (сырье для получения полиамидных волокон типа модифицированного нейлона, смазок, пластификаторов), а также для получения циклододеканола и циклододеканона.